# Lilas Nord
Pour les articles homonymes, voir Nord (homonymie).
Lilas Nord est une écrivaine française née en 1975. Elle est l'auteure de livres pour la jeunesse.

## Œuvres

### Fictions
- Série Filles de foot : Le Tournoi impossible et Esprit d’équipe (2019), Mauvaises Joueuses et Insupportables Supporters 2020), Hatier.
- Désastre au poney club (2019), Larousse.
- Avec Susie Morgenstern : La Famille Trop d’filles, Mon livre d’amitié (2017), Nathan.
- Vie de papier (2007), collection « La maîtresse en maillot de bain », Après la Lune.
- Mais qui a volé le maillot de la maîtresse en maillot de bain ? (2007), collection « Z’ALBOUM ! », Après la Lune Jeunesse.
- Bons baisers de La Galette-les-Bains (2007), Après la Lune Jeunesse, collection « Des vacances toute l’année ».
- Série Poivre et Sel, collection « Petits Polars », Actes Sud Junior : Paris-Brest (2001), Le Château des Quatre-Vents (2001), Terminus, tout le monde descend (2002)

### Fiction-document
- Les Deux côtés du non (2013), Association Cardan, collection Leitura Furiosa.

### Traductions
De l'anglais vers le français
- Le Jour où j’ai adopté un trou noir (2020), de Michelle Cuevas, Nathan.
- Winterwood, La Forêt des âmes perdues (2020), de Shea Ernshaw, Rageot.
- The Wicked Deep, La Malédiction des Swans Sisters (2019), de Shea Ernshaw, Rageot.
- MacGrégor adopte une famille et MacGrégor adore le camping (2019) de Meg Rosoff, Rageot.
- Le Goût amer de l’abîme (2018), de Neal Shusterman Nathan.
- Le Jour où ma vie a changé (à paraître 2017), de Frank Cottrell Boyce, Collection « Flash fiction », Rageot.
- La Petite dernière (2017), de Susie Morgenstern, Nathan.
- Confessions d’un ami imaginaire (2017), de Michelle Cuevas, Nathan.
- Une école parfaitement normale (2017), de Jeremy Strong, Collection « Flash fiction », Rageot.
- Série « Nanie en Folie », La Nounou, c’est nous, Joyeux Nanieversaire et Attention, Nounou à l’école (2017), d’Isla Fischer, Rageot.
- Série Les Jumeaux Tapper, Tous les coups sont permis, La Bataille de New York (2016) et Votez Tapper (2017), de Geoff Rodkey, Nathan.
- Série Pingouins en pagaille, Zizanie au zoo, Opération poussins (2015), L’Abominable bête des neiges et Noël en délire (2016), de Jeanne Willis, Nathan.
- Série L’École des mauvais méchants : Complot 1 et Complot 2, de Stephanie Sanders (2014), Nathan.
- Série The Agency : Le Pendentif de jade (2010), Le Crime de l’horloge (2011), Les Secrets du palais (2013), de Y. S. Lee, Nathan.
- L’Héritage des Fels, de Steven Knight (2012), Nathan.
- Marie-Antoinette, Princesse autrichienne à Versailles (2005), de Kathryn Lasky, Gallimard Jeunesse.
- Jour de Chance (2005), de Gillian Rubinstein, Gallimard Jeunesse.
- Il faut sauver Athènes (2005), d’Alice Leader, Gallimard Jeunesse.
- Série "Jamais deux sans trois", Le Trésor des Granville et Mary Nelson a disparu (1997), de Fiona Kelly, Actes Sud Junior.

De l'allemand vers le français
- Opération Dragon Jaune (2001), Le Sceptre d’or (2002), et La Malédiction de l’arbalétrier, de Julian Press (2005), Actes Sud Junior.

Traduction universitaire
- Savoir utopique, pédagogie radicale et artist-run community art space en Californie du sud (2016), recueil d’articles publiés sous la direction de Géraldine Gourbe, Shelter Press / ESAAA éditions.

Lilas Nord a participé à l'émission Terre à terre de France Culture où elle s'est entretenue avec Ruth Stégassy en août 2010.